# Устав Русской православной церкви
Уста́в Ру́сской правосла́вной це́ркви — внутренний, не регистрировавшийся государственными органами документ, регламентирующий деятельность Русской православной церкви. Не следует путать с Богослужебным уставом. Ныне действующий юридически значимый (гражданский) «Устав религиозной организации „Русская Православная Церковь“», зарегистрированный в Министерстве юстиции Российской Федерации 20 ноября 1998 года при перерегистрации религиозных объединений в соответствии с Федеральным законом от 26 сентября 1997 года № 125-ФЗ «О свободе совести и о религиозных объединениях», не публиковался официальными СМИ Московской патриархии.
Среди источников ныне действующего права РПЦ первое место по своей авторитетности занимает канонический кодекс Вселенской Православной церкви — Правила святых апостолов, соборов и отцов Церкви, включённые в состав греческого «Пидалиона», Афинской синтагмы и в славяно-русской Книги правил. Согласно православной позиции, эти правила не могут быть отменены по крайней мере властью Поместной церкви. За канонами по важности следует Устав РПЦ, определения и постановления поместных и архиерейских соборов.

## История создания
Поместный собор Православной российской церкви (1917—1918) принял ряд решений о управлении Российской церкви, завершив синодальный период её истории; значительная часть определений Собора стала неосуществима в условиях, сложившихся для Церкви в СССР.
31 января 1945 года Поместный собор принял «Положение об управлении Русской православной церкви», которое действовало до 1988 года. В 1961 году гражданская власть настояла на созыве Архиерейского собора, который внёс изменение в раздел «Положения», касающийся приходов, и утвердил решение Синода от 18 апреля 1961 года о мерах по улучшению существующего строя приходской жизни и по приведению его в соответствие с гражданским законодательством о религиозных объединениях в СССР. В результате духовенство оказалось отстранённым от руководства приходами, ответственность за хозяйственно-финансовую деятельность полностью возлагалась на исполнительный орган прихода, а контроль за хозяйственной деятельностью приходов со стороны епархиального архиерея исключался. Пересмотр этих разделов «Положения об управлении Русской Православной Церкви» оставался невозможным до 1988 года.
Работу над новым «Уставом об управлении Русской Православной Церкви» возглавил архиепископ Смоленский и Вяземский Кирилл (Гундяев). Устав 1945 года, который создавался срочно во время войны, где многие вопросы не были определены, был признан абсолютно устаревшим. Предложенный проект, по мнению архиепископа Кирилла, находился в преемственной связи с определениями Собора 1917—1918 годов. Проект Устава обсуждался на Архиерейском предсоборном совещании 28—31 марта 1988 года и был принят 9 июня 1988 года на Поместном соборе. Важнейшим изменением стала отмена решения Архиерейского собора 1961 года об отстранении настоятелей приходов от финансово-хозяйственной деятельности. Кроме того, важным было введение обязательности созыва Поместного собора, который определялся как орган высшей власти в РПЦ в области вероучения, церковного управления и церковного суда, — «не реже одного раза в пять лет» (II, 2.) Тем не менее, с 1990 до 2000 года, когда был принят новый Устав РПЦ, Поместный собор не созывался ни разу.
«Устав об управлении РПЦ» действовал до юбилейного Архиерейского собора 2000 года (с поправками, внесёнными в 1990 и 1994 годах).

## Действующий устав
В 2000 году Архиерейский собор в Москве принял новый «Устав Русской Православной Церкви», представленный Собору митрополитом Смоленским и Калининградским Кириллом (Гундяевым), председателем Синодальной комиссии по внесению поправок в Устав об управлении РПЦ.
Данный устав действует и в настоящее время, с поправками, внесёнными в 2008, 2011, 2013, 2016, 2017 годах.